# Stomm Marcel
Gróf Stomm Marcel altábornagy (Vác, 1890. december 24. – Budapest, 1968. április 25.); m. kir. honvédtiszt, az első világháború után a Székely Hadosztály szervezője és parancsnokának összekötő tisztje. 1919 után vezérkari tisztként a Ludovika Akadémia tanára, 1927-től diplomata, a Magyar Királyság londoni katonai attaséja, 1934-től csapatszolgálatot teljesít, egységeivel részt vett a felvidéki és a bácskai bevonulásban. 1942-ben a Magyar 2. hadsereg III. hadtestének parancsnoka a szovjet fronton. Az 1943-as voronyezsi katasztrófa után kiadott „Búcsúparancsában” feloszlatta szétvert hadtestét, hogy mentse katonái életét. Hadirokkanttá vált, szovjet fogságba esett. Hazatérése után, 1951-ben a Budapesti Katonai Törvényszék háborús bűnök vádjával halálra ítélte, 1952-ben kegyelmet kapott, 1954-ben kiszabadult a börtönből, de kitelepítésben élt haláláig. 1989-ben posztumusz rehabilitálták.

## Élete

### Származása
Stomm Marcel 1890. december 24-én született Vácott. Édesapja gróf Stomm Lajos kataszteri főmérnök volt, Stomm Iván Hont megyei földbirtokos és okolicsnói Okolicsányi Berta grófnő fia. Édesanyja Jaminska Camilla (Jamniczki Kamilla) volt, a lengyel származású lovag Jaminski (Jamniczki) Marcel kataszteri főmérnök és a horvát származású Maria Serdić leánya. Szülei 1890-ben házasodtak össze, három gyermekük született:
- Marcel (1890. december 24. – 1968. április 25.),
- Iván (1891. december 24. – ?),
- Camilla (1896. április 25. – 1986. március 25.)

Írországi katolikus nemesi családból származott. Ősei a XVII. században, az angol forradalom és Cromwell uralkodása idején a Német-római Birodalomba menekültek. A császári haderőben végzett katonai szolgálatuk elismeréseképpen 1661-ben az akkori családfőt, Peter Stommot I. Lipót császár birodalmi bárói rangra emelte. Későbbi utódai közül Johann és Karl von Stomm bárókat 1781-ben II. József császár osztrák gróffá emelte, diplomáciában, valamint a katonai oktatásban szerzett érdemeikért.
Stomm Marcel nagyapja, Stomm Iván morvaországi nagybirtokos 1850-ben települt át Hont vármegyei, kelenyei birtokaira, itt nősült meg. Halála után adóssággal terhelt morvaországi birtokait elárverezték, az özvegy Okolicsányi Berta 4 gyermekével, köztük Stomm Marcel apjával, Lajossal Esztergomba költözött, ahol a hercegprímás támogatásával telepedtek le. A nagymama kézimunka, nyelv- és zongoraórák adásából élt, ebből taníttatta fiait. Stomm Lajos földmérő mérnök lett, öccse, William (†1921), Stomm Marcel nagybátyja, Angliába került, brit állampolgárságot szerzett, a brit hadsereg tisztje lett, az első világháború nyugati frontján harcolt. Stomm Marcel gondolkodását, világnézetét később is meghatározta sokszínű vérrokonsága, és családjának kiterjedt nemzetközi kapcsolatrendszere.
Stomm Marcel gyermekéveit Vácott, Nyitrán, Temesváron és Kassán (illetve a nyarakat ezen városokhoz tartozó községekben) töltötte, ahová apját a kataszter-felmérési megbízás szólította. Elemi iskoláit az ország különböző megyéiben végezte.

### Katonai pályájának kezdete
1905-ben a pécsi honvéd hadapród-iskolába adták, ennek elvégzése után, 1908-ban sikeresen felvételizett a Ludovika Akadémiára, amelyet 1911-ben rangelsőként végzett el. Hadnagyként a m. kir. kassai 9. honvéd gyalogezrednél kezdte pályafutását. 1913-ban letette a honvéd felső tiszti tanfolyam vizsgáit, és áthelyezték a Szudétavidékre, Egerben (ma: Cheb) állomásozó cs. és kir. 73. gyalogezredhez.

### Az első világháborúban

#### Az orosz fronton
1914 júliusában az általános mozgósítási rendelkezések értelmében visszatért a kassai 9. honvéd gyalogezredhez, szakaszparancsnoki beosztásban. Ezredét a VI. hadtest, 39. hadosztály szervezetében a galíciai frontra vezényeltek. Itt a 4. hadsereg kötelékébe került, amelynek parancsnoka Moritz von Auffenberg gyalogsági tábornok volt. A VI. hadtest parancsnoka 1914. szeptember 5-ig Svetozar Borojević gyalogsági tábornok, ezután Arz Artúr altábornagy volt, a 39. hadosztályé Hadffy Imre altábornagy. A cs. és kir. 4. hadsereg Kelet-Galíciában, a San folyó mögött vonult fel, szemben az orosz 5. hadsereggel. A VI. hadtest a jobbszárnyon, Przemyśltől északkeletre állt fel.
Első harci bevetése az 1914. augusztus 24. és szeptember 1. közötti Tomasow-Komarowi csatában történt. Stomm hadnagy szakaszával augusztus 26-án Huta Tarnawacka körzetében fedezte a visszavonulást, közben maga is súlyosan megsebesült a combján, orosz fogságba esett, de másnap egy átmeneti orosz visszavonulást kihasználva emberei megszöktették. Szeptember 1-jén főhadnaggyá léptették elő. Gyógyulása után november végén visszatért a frontra, amely ekkor már a Dunajec-Magas-Tátra vonalig szorult vissza. 1914. december 9-én részt vett a limanovai csatában. Az ellenség üldözése során december 20-án Blonie-Podgorki községnél elszakadt szakaszától, karlövést kapott, de ismét sikeresen visszajutott a saját vonalak mögé. Hastífuszban megbetegedett, 1915. április végén gyógyult fel.
1915. május végéig Mohácson és Pécsen a kiképzőknél teljesített szolgálatot, majd 1915 júniusában a XII. menetzászlóaljjal harmadszor is kiküldték a frontra, ahol a 39. hadosztály vezérkarához osztották be, Balassa Béla alezredes vezérkari főnök alárendeltségében. Részt abban a sikeres offenzívában, amelyet Mackensen német lovassági tábornok 11. német hadserege és Arz Artúr altábornagy (németek alá beosztott) kassai VI. hadteste indított 1915. május 2-án Gorlicénél, és amely Breszt-Litovszk elfoglalásával végződött. Stomm, mint a hadosztály-parancsnokság összekötő vk. tisztje, a II. honvéd zászlóaljnál, a Bug folyón való átkelésben vett részt.
A VI. hadtestet 1915 augusztusában (más egységekkel együtt) kivonták a harcvonalból, a Szerbia ellen tervezett offenzíva céljára. Stomm a seregtestek átkelését szervezte a Bug hajóhídján, a művelet két nap alatt zajlott le. 1915 szeptemberében azonban a front jobb szárnyán, a Sztripa folyónál a Pflanzer-Baltin gyalogsági tábornok 7. hadserege ellen intézett orosz támadások miatt ide rendelték őket. A harcedzett VI. hadtest beavatkozása az oroszokat a Szeret folyó mögé nyomta vissza, majd a seregek a Tarnopol–Sztripa-Dnyeszter vonalán foglaltak szilárd védelmi állást, frontszakasz novembertől nyugalomba jutott.
Stommot áthelyezték a VI. hadtest vezérkari osztályára (a hadosztály parancsnoka ekkor Fabini Lajos altábornagy, vezérkari főnöke Balassa Béla vk. ezredes volt). Stomm e beosztásban dolgozott a Bruszilov-offenzíva megindulása idején, 1916 júniusában. A déli frontszakaszon az oroszok a Kárpátok hágóiig vetették vissza az osztrák–magyar erőket, a frontot csak jelentős területvesztés árán, augusztusban sikerült stabilizálni. A Monarchia közelinek látszó összeomlása Romániát hadüzenetre bátorította.

#### Erdély védelmében
1916. augusztus végén a VI. hadtestet Erdélybe irányították, az ott megindult román betörés megakadályozására. Arz Artúr gyalogsági tábornok a VI. hadosztályból és más gyengébb egységekből megkezdte az új I. osztrák–magyar hadsereg szervezését, fékezve a román előrenyomulást. Szeptember közepére a románok a Déda–Székelyudvarhely–Fogaras–Nagyszeben vonalát érték el, velük szemben Szászrégen–Marosvásárhely – a Maros és a Görgény völgye – Libánfalva vonalon álltak a VI. hadtesthez tartozó 61. és 39. hadosztályok. Falkenhayn beérkező 9. német hadseregének dél-erdélyi (nagyszebeni csata, brassói csata) győzelmei nyomán a románok, a magyarlakta területeket pusztítva és gyilkolva kiürítették Erdélyt. Az üldöző hadműveletben a VI. hadtest az Úz és a Tatros völgyek irányában mozgott. Október közepére az I. hadsereg parancsnokságát Marosvásárhelyre, a VI. hadseregét Csíkszeredára helyezték. A 39. honvéd hadosztály elfoglalta Csíkbánkfalvát, 61. honvéd hadosztály a Tatros folyó völgyében a 7. román hadsereggel áll harcban. Az országhatáron túl tervezett hadműveleteket, Dormánfalva (Dărmăneşti) és Kománfalva (Comăneşti) elfoglalását azonban megakasztotta az október végén, orosz segítséggel megindított román ellentámadás. A VI. hadtest védelemre rendezkedett be az Úz és a Csobányos völgyeit övező hegyeken. 1916. szeptember 29-én Stomm Marcel megkapta a bronz Signum Laudis kitüntetést, a katonai érdemkereszt szalagján.
1917 januárjától áprilisáig főhadnagyi rangban vezérkari tanfolyamra vezényelték Laibachba, ennek magyar nyelvű tagozatát Ferjentsik Ottokár vk. alezredes vezette. Sikeres vizsgát követően után 1917 májusában a cs. és kir. 62 hadosztály parancsnokságának vezérkari osztályára került. A hadosztályt az olasz frontról szállították a román arcvonalra, a július 24-én megindult orosz–román támadás (Kerenszkij-offenzíva) elhárítására. A támadást megakasztották, majd augusztus 6-án Mackensen német seregcsoportjának vezetésével ellentámadás indult. A 62. hadosztály a Putna patak mentén haladva augusztus 9-én elfoglalta a Vrancea megyei Ţifeşti-et és Oleşeşti-et, augusztus 13-án elérték a Repedea–Şerbeşti–Burca-vonalat, majd a német tartalék leváltotta őket. Augusztus 20-án a 62. hadosztályt a Szeret folyó mentén, Ciuşleában álló németek felváltására küldték. A szívós orosz–román ellenállás miatt a központi hatalmak támadása szeptember elején elakadt, védelemre rendezkedtek be. A harcokban nyújtott teljesítményéért Stomm Marcel megkapta az ezüst Signum Laudist, a kardokkal.

#### Az orosz bolsevik forradalom után
1917. november 1-jén Stomm Marcelt századossá léptették elő, és a Mackensen-hadseregnek alárendelt 216. önálló honvéd gyalogdandár vezérkarához osztották be. Az 1917. november 7-i szentpétervári kommunista hatalomátvétel után Lenin kormánya fegyverszüneti tárgyalásokat kezdett Breszt-Litovszkban. Az oroszok támogatását elvesztő Románia is kénytelen volt fegyverszünetet kérni, a tárgyalások 1917. december 7-én kezdődtek Focşaniban, az I. német tartalék hadtest parancsnokának, von Morgan altábornagynak vezetésével. Megindult az orosz haderő felbomlása, 1918 januárjában az orosz csapatokat kivonták a moldvai frontról is, megindult a hadifoglyok hazaözönlése. 1918. március 5-én Romániára átmenetileg sikerült békeszerződésre kényszeríteni. 1918 augusztusában Stomm egysége, a 216. honvéd dandár (parancsnoka kisjolsvai Szabó Zoltán vezérőrnagy) dél-romániai megszálló erőként Olténiában állt, Slatina, Caracal és Corabia körzetében. Szeptemberben a dandárt visszavonták Kelet-Erdélybe, Kézdivásárhelyre és az Ojtozi-szorosba. A nyugati frontra akarták küldeni, de az 1918 októberi pesti forradalom miatt erre már nem került sor.
1918 októberében a más frontokon bekövetkező vereségek nyomán bekövetkezett az összeomlás. Október 31-én az őszirózsás forradalom után Károlyi Mihály „forradalmi népkormánya” hazatérésre szólította a katonákat. Stomm parancsnokát, Szabó vezérőrnagyot Erdély katonai parancsnokává nevezték ki, helyére Rásky László vk. ezredes került. A kormány utasítása szerint csapataikat leszerelés céljából hátországi állomáshelyekre kellett indítani. Stomm és tiszttársai igyekeztek csapataik fegyelmét őrizni, a katonatanácsok ügynökeinek züllesztő propagandája ellenében, ennek ellenére megkezdődött a csapatok felbomlása és dezertálása.
A belgrádi egyezmény értelmében a románok francia jóváhagyással jogot szereztek Erdély megszállására. Szabó vezérőrnagy Stomm századost Brassóba rendelte. Megszervezte a parancsnokság vasúti úton való Kolozsvárra menekítését, sikeresen elkerülve a balázsfalvi román nemzeti gárda támadását. December elején Kolozsváron az erdélyi magyar katonai parancsnokság feloszlott, tisztjei megkezdték a Székely Hadosztály szervezését.

### A Székely Hadosztály szervezője
A Székely Hadosztály parancsnoka szentkereszthelyi Kratochvil Károly ezredes, vezérkari főnöke Siménfalvy Tihamér vk. őrnagy lett. A három gyalogdandárból álló Hadosztályt Erdélynek Magyarországhoz lojális (magyar, székely és szász) lakosságából, a helyőrségekben hátrahagyott fegyverzetre és hadianyagra alapozva. Célja a román betörés fékezése, az erdélyi magyar lakosság megvédelmezése volt. A Károlyi-kormány hűségnyilatkozatot követelt a Hadosztály tisztjeitől, ezt Stomm, több tiszttársával együtt megtagadta, így elesett a tiszti illetmény folyósításától. 1918. december 24-én a románok bevonultak Kolozsvárra, a szerveződő hadosztály csapatai Bánffyhunyadra, majd Csucsa környékére vonultak vissza.
Stomm százados, Lukács Béla vk. őrnagy kísérőjeként Budapestre utazott, hogy Böhm Vilmos honvédelmi minisztertől és Julier Ferenc vk. főnöktől segítséget szerezzen. A kényes politikai helyzetben Böhm és Julier hozzájárultak a támogatáshoz, de az akciót titokban kellett tartani Pogány József kormánybiztos előtt, aki ellenezte az önvédelmet, és akadályozta az ellenforradalminak tekintett alakulatok támogatását. Stomm helyzetjelentést adott József főhercegnek, a korábbi homo regiusnak is.
1919 januárjában a románok Nagyvárad elfoglalására indultak, a Székely Hadosztály Csucsa–Hadad–Szinyérváralja vonalon felvette a harcot, parancsnoksága január 7-én Csucsára, majd január 10-én Nagyváradra költözött. Kratochvil parancsnok Stomm századost személyes kíséretébe osztotta be, így Stomm tanúja, gyakran részese volt fontos katonai, politikai megbeszéléseknek. Találkozott Széchenyi Miklós püspökkel (1868–1923) és Louis Franchet d’Espèrey tábornok vezérkari főnökével is, világossá vált előtte a románokat bátorító francia magatartás. A hadi helyzet romlása miatt a Hadosztály parancsnokságát Debrecenbe kellett áttenni, amelynek lakossága közönnyel és ellenszenvvel viseltetett irányukban.
1919. március 2-án Károlyi Mihály miniszterelnök és Stromfeld Aurél vk. ezredes Szatmárnémetiben megszemlélte a Székely Hadosztály alakulatait (erre az alkalomra a törzs egy részét átmenetileg ide helyezték). Károlyi beszédében a forradalmi magyar kormány melletti feltétlen kiállást hangsúlyozta, ami ellenszenvet keltett a tisztikar tagjaiban, akik ekkor már tisztában voltak a budapesti vezetés gyors balra tolódásával. A kormány külön politikai biztost (Karikás Frigyest) küldött a hadosztályhoz. A honvédelmi minisztérium megbízottját, Nagy Vilmos vk. századost Stomm tájékoztatta a helyzetről. Március 21-én Budapesten kikiáltották a Tanácsköztársaságot. Április elején a Szatmárnémetiben összeütközésre került sor a kommunista városi hatóság és a székely katonaság között, Karikás komisszárt kis híján agyonverték, a kommunisták letartóztatták Füleky vk. századost, akit Stomm egy fegyveres különítménnyel szabadított ki.
1919. április 15-én megkezdődött a román csapatok offenzívája a Técső–Szatmár–Csucsa vonalon. A Székely Hadosztály parancsnokságát Mátészalkára vonták vissza. A hadosztály felvette a harcot, de helyzetét súlyosbította, hogy Nyíregyháza irányából a Tanácskormány is csapatokat küldött ellenük, így két tűz közé szorultak.
1919. április 18-án a Magyar Tanácsköztársaság csapatai a csucsai fronton megfutamodtak, így a Fekete-Körös völgye tarthatatlanná vált. A bekerítéstől fenyegetett Verbőczy-zászlóalj visszavonult Nagyvárad felé. A Székely Hadosztály csapatainak visszaszorítása nyomán bevonuló román szabadcsapatok több magyar faluban hajtottak végre tömegmészárlást, így 1919. április 19-én a Bihar vármegyei Köröstárkányban és Kisnyégerfalván is. A vérengzésnek 91 lakos esett áldozatul, a román felkelők több embert élve temettek el.
A Székely Hadosztály parancsnokságát Demecserre vonták vissza. Stomm itt telefonhívást kapott Pogány népbiztostól aki megtorlással fenyegetőzött. Egy vörös zászlóalj támadását a Székely Hadosztály egységei visszaverték. A két tűz közé került Kratochvil ezredes tárgyalást kezdett a románokkal. 1919. április 26-án megtörtént a fegyverletétel. Rövid nyírmadai fogva tartás után a román megszállók a fogságba jutott tisztikart és a legénységet vasúton Brassóba szállítottak. Júniusban a tiszteket szabadon bocsátották, de csak a románok által megszállt területre mehettek, polgári ruhában. Stomm és barátja, Füleky százados Aradra utaztak, ahol a francia katonai parancsnokságtól (polgári foglalkozású személyekként) útlevelet kértek és kaptak. Ennek segítségével a jugoszlávoktól megszállt Temesváron keresztül sikerült Szegedre jutniuk. Stomm itt teljesített helyőrségi szolgálatot 1919 novemberéig, amikor Horthy Nemzeti Hadseregével bevonult Budapestre.

### Diplomáciai szolgálatban
Rövid ideig a Hadiakadémián dolgozott, majd a Honvédelmi Minisztériumban végzett elemző munkát, főleg a leszerelés kérdéseivel és a magyar haderő helyzetének reális felmérésével foglalkozott. 1924–27 között a Ludovika Akadémián tanított harcászatot, támaszkodva saját harctéri tapasztalataira is. 1927 szeptemberében a vezérkar a londoni magyar követségen katonai attaséi szolgálatra jelölte ki, nem utolsósorban azért, hogy apai nagybátyja, William Stomm, a brit hadsereg őrnagya révén értékes személyi kapcsolatokhoz juthatott. 1927 novemberében Londonba küldték nyelvtanulási célból, e hónapokban nagybátyjánál lakott. 1929-ben ugyanígy hat hónapra Párizsba vezényelték nyelvtanulásra. Visszatérése után a honvéd vezérkar nyilvántartó osztályán kinevezték a „c” alosztály vezetőjévé, ahol a jugoszláviai, balkáni, olasz, kis-ázsiai és japán hírszerzői információk feldolgozását vezette. 1931 januárjában az „a” alosztályon bekapcsolódott a Londonból érkező jelentések elemzésébe.
1931 májusában Stomm elfoglalta londoni állomáshelyét. Katonai attaséi munkája mellett bekapcsolódott a politikai felderítésbe is, elsősorban a Német Birodalom és a Szovjetunió távlati céljainak megismerésére. E munka különösen fontossá vált Hitler fellépése (1932) után. Két magyar követ mellett szolgált: Rubidó-Zichy Iván bárót Eckhardt Tibor sajtótámadásai nyomán hívták haza, helyét gróf Széchényi László foglalta el. A követségi tanácsos Gömbös Gyula sógora, Bárdossy László volt, a követségi titkár Pallavicini Alfonz. 1933 májusában Stommot meglátogatta Sztójay Döme vk. ezredes, a hazatérő berlini magyar követ, aki Rőder Vilmos vezérezredes, vezérkari főnök utasítására általános helyzetjelentést kért tőle. Sztójay meggyőződéses nemzetiszocialista volt, Hitler híve. Stomm elemzést készített Hitler tevékenységéről és annak brit fogadtatásáról, kiegészítve a brit vezérkari főnök helyettesének (Bartholomew tábornoknak) bizalmas üzenetével, amelyben Hitlert Sztálinnál közvetlenebb veszélyként jelölte meg. Budapesten személyesen tett jelentést a vezérkari főnöknek, de további utasítást sem ekkor, sem később nem kapott. Stomm jelentést tett Horthy kormányzónak is. Rendes jelentéseit felettesének, Hennyey Gusztáv vk. ezredesnek, a vezérkar nyilvántartó (azaz hírszerző) osztálya új vezetőjének továbbította. Ugyanekkor találkozott először (és utoljára) Szálasi Ferenc vk. századossal is, aki a Gömbös miniszterelnökkel való konfrontációja nyomán Hitler megrögzött hívévé vált. Itthoni tartózkodása alatt Stomm szembesült azzal, hogy a tisztikarban, sőt a vezérkarban is megjelentek a nácizmus hívei.
1933 novemberében Bethlen István, a korábbi miniszterelnök Londonban járt előadói körúton, Stommot kérte fel, hogy a külügyi helyzetről tájékoztassa. Megbízatása lejártával, 1934. május 1-jével visszahívták, helyét Álgya Zoltán vk. ezredes vette át. Mint brit eredetű család tagja, Stomm bizalmas ajánlatot kapott, lépjen át brit katonai szolgálatba, de ő elhárította ezt és hazatért.

### Ismét csapatszolgálatban
A kecskeméti „Zrínyi Miklós” 7. honvéd gyalogezred I. zászlóaljának parancsnokává nevezték ki. Ez jelentős visszalépés volt korábbi minisztériumi rangjához képest. A brit katonai diplomácia magyarországi hivatalos látogatások alkalmával több alkalommal letelepedést és brit katonai karriert kínált neki, de Stomm visszautasította őket. Később az ezred parancsnokává nevezték ki, ezt a beosztást hosszabb időn át viselte.

### A Délvidék visszacsatolása
1941 áprilisában, a Délvidék visszafoglalásakor Stomm az V. hadtesthez tartozó szegedi 14. honvéd gyalogdandár parancsnoka volt. Egységét Kelebián át a Szabadka–Nagyfény–Csantavér irányba indították. A hadtest másik dandárja Horgos–Zenta irányban vonult. Mivel Stomm 1929–30 között a vezérkarnál a „jugoszláv alosztályt” vezette, voltak információi a csetnik szervezetek várható ellenséges ténykedéséről. (Erre nézve a hadvezetéstől nem kapott hivatalos tájékoztatást). Április 11-én katonái lerohanták a Szabadkát környező erdőt. Április 12-én elérték a szabadkai pályaudvart, itt sikeresen elnémították a csetnik orvlövészeket, birtokba vették a várost, és Palics irányában nyomultak előre.

### A szovjet fronton
1942. november 15-én Stomm altábornagy éppen esküvőjére készült Szurmay Blanka bárónővel, Szurmay Sándor ny. vezérezredes, volt honvédelmi miniszter leányával, Szentkeresztessy Henrik repülőezredes (1887–1935) özvegyével, amikor kinevezték a szombathelyi III. hadtest parancsnokává. Hadteste a keleti fronton állt, legelsőként került ki 1942 áprilisában. 1942 június 10-én érte el a Dont, már ekkor súlyos, 20%-os veszteségei voltak. Előző parancsnokai, Domanitzky Ödön (1889–1945) és Dömötör János (1889–1972) altábornagyok betegség miatt kérték leváltásukat. A Vörös Hadsereg ekkor már áttörte a német–román arcvonalat, és vereséget mért az olasz 8. hadseregre. Stomm altábornagy december 5-én vette át beosztását a hadtest szemigyeszjatszkojei parancsnokságán. Vezérkari főnöke Sárkány Jenő vezérkari ezredes, korábbi varsói magyar katonai attasé, tüzérparancsnoka Deseő László vezérőrnagy, korábban magyar katonai attasé Moszkvában és Helsinkiben. A 2. magyar hadsereg 208 kilométeres frontszakasza a német IV. hadtest 323. hadosztálya által Voronyezstől 20 kilométerre délre kezdődött, legészakibb szakaszát a Stomm III. hadtestének 9., 6. és 20. könnyű hadosztálya védte, tőlük délre a pécsi IV. hadtest állt, parancsnoka Heszlényi József altábornagy. A felderítések eredményei egyértelműen arra mutattak, hogy január folyamán nagy erejű orosz támadással kell számolni, amely várhatóan az urivi hídfőből fog kiindulni.
1942. december 26-án Stomm parancsnokságára látogatott Hermann von Witzleben vezérőrnagy, a hadsereg-parancsnokság mellé beosztott német összekötő törzs parancsnoka, Erwin von Witzleben vezértábornagynak, a Nyugati Front parancsnokának unokaöccse. Stomm elmondta londoni korábbi tapasztalatait, beszámolt hírszerzési értesüléseiről és kifejtette Hitler-ellenes nézeteit is, mégis korrekt egyetértésben váltak el. 1943. január elején a IV. és VII. hadtestek frontszakaszán (a scsucsjei hídfő körül) megélénkült az orosz mozgás, sűrűsödtek a rajtaütések, erőszakos felderítések. Január 11-én Hans von Salmuth gyalogsági tábornok, a német 2. hadsereg parancsnoka látogatott el Stomm hadiszállására. Világossá vált, hogy mind a magyar, mind a német frontparancsnokok tisztában vannak a küszöbön álló támadással, de a német haderő-főparancsnokság rendelkezése nyomán a német 2. hadsereg páncélos tartalékára (a Cramer-hadtestre) a magyar frontszakaszon nem számíthatnak.
1943. január 12-én az urivi hídfőből meginduló orosz támadás a 20. és 7. hadosztályt érte. A támadók áttörték a frontot, és 4 km mélyen nyomultak a magyar vonalak mögé. Január 13-án 3 magyar zászlóalj ellentámadását az orosz páncélosok visszaverték, a segítségükre érkező, elégtelen erejű német 700. páncélos csoportot megsemmisítették. Január 13-án a 20. hadosztály több támadást visszavert, de jobbszárnyát vissza kellett vonnia. Január 14-én Jány Gusztáv vezérezredes, a magyar 2. hadsereg és Hans von Salmuth tábornok, a német 2. hadsereg parancsnoka Stomm harcálláspontján tartottak helyzetfelmérő megbeszélést. Stomm jelentette, hogy csapatai tartalékok híján, komoly páncélos támogatás nélkül a 6. és 20. hadosztályok csak rövid ideig képesek kitartani, de nem kapott biztatást.
Az orosz áttörés még aznap elérte a III. hadtest területét. Január 15-én Stomm törzse áttelepült Ivanovkába, a harcoktól eddig megkímélt 9. hadosztály parancsnokságára. A III. hadtestnek ekkor már csak az északi, 9. hadosztálya és a német VII. hadtest töredékei álltak. A 6. és 20. könnyű hadosztályok nehézfegyverzete megsemmisült. A 20. hadosztályt az urivi áttörés elvágta a III. hadosztálytól, az oroszok a tőle északra álló 6. hadosztályt támadták. Von Weichs vezérezredes, a német B Hadseregcsoport parancsnoka telefonon utasította Stommot, hogy feltétlenül tartsa az arcvonalat. Von Salmuth tábornok Stomm hadtestét a Voronyezs körzetében álló német VII. hadtest parancsnokának, Friedrich Siebert altábornagynak (1888–1950) alárendeltségébe helyezte.
Stomm csak január 17-én kapta meg a németektől az engedélyt a visszavonulásra a Oszkol-völgyig, ugyanezen a napon Jány törzse és az egész magyar 2. hadsereg megkezdte a visszavonulást. Január 17-ről 18-ra virradó éjszaka a fő közlekedési útvonalon, a „Sztálin úton” nagy erejű szovjet támadás érte Stomm hadtestének 6. hadosztályát, a véres csatában a hadosztály gyakorlatilag megsemmisült. Egyetlen megmaradt zászlóalját, az 52/III-ast a harcoktól eddig megkímélt nagykanizsai 9. hadosztály tartalékába helyezték. A III. hadtest egyetlen megmaradt hadosztályának parancsnoka, Oszlányi Kornél ezredes (1893–1960) utasítására a szétvert 6. hadosztály életben maradt katonáit kíméletlen eszközökkel terelték vissza az arcvonalba. Sárkány ezredes, a III. hadtest vezérkari főnöke hasonlóan kemény intézkedéseket hozott.
Január 19–20-án az oroszok felfejlődtek egy Sztarij Oszkol elleni támadáshoz. Január 23-án megindult az újabb támadás, a vorozseny–kasztornojei hadművelet, a német 2. hadsereg szétzúzására. A III. hadtest utolsó megmaradt egységét, a 9. hadtestet a szovjet 40. hadsereg támadta. A német hadsereg-parancsnokság már január 25-én elrendelte saját csapatainak visszavonását Voronyezstől nyugat felé. Oszlányi Kornél ezredes 6. hadosztálya kemény küzdelemben kitartott. Egyes zászlóaljainak veszteségei elérték az 50-70%-ot. Áldozatukkal a német 2. hadsereg jobbszárnyát fedezték, visszavonulását biztosították.
A III. hadtest parancsnoksága január 26-án Hoholba, január 27-én Verhnyeje Turovóba, Siebert altábornagy hadtest-parancsnokságára költözött. Ekkor a III. hadtest maradéka még tartotta állásait, de a szovjet előretörés már bekerítéssel fenyegette. Ekkor Siebert engedélyezte a III. hadtest visszavonulását. A német VII. hadtest is visszavonult, a felbomlóban lévő magyar III. hadtesttel együtt. Az utakon torlódás alakult ki, Siebert altábornagy megtiltotta, hogy a magyarok rámenjenek a németek által használt utakra. Arról sem tájékoztatta Stomm altábornagyot, hogy a német állásokat a szovjetek már több helyen áttörték, így a visszavonuló magyarok váratlanul ellenséges erőkbe ütköztek, súlyos harcokat kellett vívniuk, hogy átjussanak. Stomm emiatt igen súlyos összeütközésbe került Sieberttel.
Január 28-án Stomm azt az utasítást kapta Sieberttől, hogy minden rendelkezésére álló erővel fékezze a Turovó felé közeledő szovjet támadást. Stomm egyetlen megmaradt hadosztályparancsnokát, Oszlányi ezredest bízta meg a feladattal. A 6. hadosztály katonái keményen küzdöttek. Maga Oszlányi Kornél január 28-án súlyosan megsebesült, Budapestre szállították. Ezzel Stomm mindhárom hadosztályparancsnoka eltűnt a hadszíntérről (a szétvert 6. és 20. hadosztályok parancsnokait, Vasváry ezredest és Ginszkey vezérőrnagyot már napokkal korábban hátsó területre rendelték, hadszervezési feladattal).
Január 29-én az ellenséges gyűrű bezárult az Olim felé visszavonuló magyar III. hadtest és a német VII. hadtest körül. A németek északnyugati irányú kitörésre készültek. Siebert altábornagy a magyar egységeknek megtiltotta az utak használatát, ellenben nyugati irányú kitörésre utasította Stommot. Stomm tudta, hogy nyugaton erős orosz csapatokba fognak ütközni, ezért január 30-án tiszti gyűlésen eldöntötték, hogy a 10 000 főnyi magyar csapat a németek által nem használt, karbantartatlan utakon vonuljon az Olim völgye felé. Mély hóban, ellenséges rajtaütésektől zaklatva mintegy 7000 fő jutott el január 31-én Sirokijba, ahol Stomm engedélyt szerzett a továbbvonulásra, a németek mégsem engedték fel őket az útra. A második éjszakájukat szabadban töltő emberek közül sokan megfagytak. Február 1-jén Stomm hadtest maradéka megérkezett Krasznoje-Olim községbe, a németek itt sem engedték őket fedél alá. Stomm jelentette Siebert altábornagynak, hogy katonái már semmilyen harctevékenységre nem alkalmasak, Siebert ennek ellenére délkeleti irányú kitörésre és Jaszenszkij visszafoglalására utasította Stommot, ezt Stomm megtagadta. Siebert ekkor Tyim irányában utasította őket kitörésre azzal, hogy nyugat felől egy új magyar hadtest indított tehermentesítő támadást. Stomm – számolva a körülményekkel – nem adott hitelt a német tábornok információjának. Gyanúját megerősítette, hogy szóban kiadott parancsát Siebert altábornagy nem volt hajlandó írásba adni.
Törzstisztjeivel tanácskozva Stomm úgy látta, egységes tömegben nem juthatnak át, a menekülés egyetlen útja az, ha kisebb egységek önállóan ténykedve vágják át magukat. 1943. február 1-jén Stomm altábornagy példa nélküli „búcsúparancsában” feloszlatta a III. hadtestet. Ő maga törzstisztjeivel, Sárkány ezredessel, Dárdai őrnaggyal, Csató őrnaggyal, Deseő vezérőrnaggyal, Görgényi Dániel utász-századossal dél-délnyugati irányban indult el. Két napi bolyongás után, fagyási sérülésekkel borítva eltévedtek és február 3-án szovjet fogságba estek. Sárkány ezredes agyonlőtte magát. Stomm is öngyilkosságot kísérelt meg, de Görgényi százados ebben megakadályozta, mondván, talán segíthet hadifogságba jutott katonáin.

### Szovjet hadifogságban
A foglyokat február 6-án Osztrogozsszkba, majd kihallgatás után vasúton Moszkvába szállították. Ugyanezen a vonaton utazott több emigráns magyar kommunista is: Vas Zoltán, Gerő Ernő, Farkas Mihály és Kassai Géza. A moszkvai Butirszkaja börtönben a hadifogoly tiszteket elkülönítették és kihallgatták. Stomm lefagyott lábait amputálták. Június 26-án Stomm altábornagyot és Deseő vezérőrnagyot a krasznogorszki hadifogolytáborba vitték. Itt a moszkvai emigráns kommunisták, Rákosi Mátyás, Révai József, Gerő Ernő, Vas Zoltán és Andics Erzsébet rendszeresen látogatták őket, hogy a tisztek és a legénység lojalitását megbontsák és kollaborálásra bírják őket. Egy gyűlésen Rákosi sértő kifejezésekkel illette a magyar honvéd tisztikart, Stomm élesen szembeszállt vele és bírálta módszerei miatt. Több tisztje, köztük Görgényi százados is beállt a szovjetek által szervezett magyar alakulatba, és később, a Magyar Néphadseregben magas rangot ért el.
Stomm altábornagy szívén viselte honvédeinek sorsát. A hadifogságban hajlandónak mutatkozott egy „Magyar Légió” felállítására, jól emlékezve a Csehszlovák Légió 1918/19-es döntő szerepére az új állam megalakításában. De feltéteket szabott: Lojálisnak kell maradni Horthy kormányzóhoz; a Légió irányításába és alkalmazásába a Szovjetunió nyugati szövetségei is beleszólhassanak; csak doni frontkatonákból állítsák azt össze (szökevényeket és emigránsokat zárják ki); magyar csapatok ellen ne vessék be őket; végül felszerelésük és fegyverzetük a szovjet csapatokkal azonos minőségű legyen. Az oroszok e feltételeket kereken elutasították.

### Magyar börtönben
Stomm Marcelt 1951 májusában bocsátották el a szovjet hadifogságból. Hazaérkezése után a Keleti pályaudvarról azonnal a Mosonyi úti börtönbe, majd július 9-én a Fő utcai katonai bíróságra szállították. A Budapesti Központi Katonai Ügyészség vádat emelt ellene „folytatólagosan elkövetett háborús bűntett” címén. 1951. október 11-én a Budapesti Katonai Törvényszék Stomm Marcel altábornagyot bűnösnek találta, és kötél általi halálra, lefokozásra és teljes vagyonelkobzásra ítélte (ügyszám: Kb-XII.3062/1951, aláíró Dr. Jahner-Bakos Mihály hadbíró őrnagy). Az ítéletet 1952. január 18-án a Katonai Felsőbíróság is helybenhagyta. Életrajzírója szerint az 1943-ban megbírált Rákosi bosszúból ítéltette halálra.
Az Elnöki Tanács 1952. április 9-én (valószínűleg a brit kormány közbenjárására) Stomm ítéletét életfogytiglani börtönre változtatta, majd 12 évre szállította le azt. 1952. július 22-én az elítéltet a váci fegyházba szállították. Még két évet kellett raboskodnia, majd 1954. augusztus 6-án, 64 éves korában váratlanul szabadlábra helyezték, de kitiltották Budapestről. Feleségével, Szurmay Blankával (1902–1993) együtt Dunavarsányban telepedett le. Súlyosan megromlott egészségi állapota miatt rendszeres gyógykezelésre szorult, de Budapestre költözését 1956 után sem engedélyezték. Az idős, beteg hadirokkant a menetrendi helyközi autóbusszal járt fel a fővárosba belgyógyászati és sebészi kezelésekre. 1968. április 25-én a buszon végzetes szívroham érte. A Szurmay család sírhelyén helyezték örök nyugovóra, a Kerepesi temető 48/56. parcellájában, apósa, az 1945-ben elhunyt Szurmay Sándor ny. m. kir. vezérőrnagy, volt honvédelmi miniszter és feleségének első férje, az 1935-ben elhunyt Szentkeresztessy Henrik repülőezredes (1887–1935) mellé. 1993-ban elhunyt özvegyét ugyanide temették.

### Posztumusz rehabilitálása
A rendszerváltás küszöbén, 1989-ben a legfőbb ügyész törvényességi óvást emelt az elhunyt Stomm Marcel ítélete ellen. 1989. május 30-án a Legfelsőbb Bíróság Elnökségi Tanácsa, dr. Jacsó János hadbíró vezérőrnagynak, a Legfelsőbb Bíróság elnökhelyettesének irányításával tartott ülésén hatályon kívül helyezte a Budapesti Katonai Törvényszék 1951. október 11-én kelt elsőfokú, és a Katonai Felsőbíróság 1952. január 18-án kelt másodfokú elmarasztaló ítéletét, bűncselekmény hiányában. Az elhunyt Stomm Marcel emlékiratai 1990-ben, életrajza 2006-ban jelent meg.

## Külső hivatkozások
- Stomm Marcel rövid életrajza, a Szegedi Tudományegyetem Könyvtára.
- Fráter Olivér: Erdély román megszállása 1918–1919-ben, Kisebbségkutatás, 2000-2. szám.
- Ország hadsereg nélkül (1918), in: Magyarország a XX. században, Babits Kiadó, Szekszárd, 1996-2000. (Online kiadás: MEK-OSZK).
- Gottfried Barna: A Székely hadosztály, 1918-1919 Archiválva 2012. április 9-i dátummal a Wayback Machine-ben
- Domokos László: Az elbocsátott hadosztály, Szigetvilág, Magyar Nemzet Online, 2007. április 21.
- Stomm Marcel parancsnoki ténykedése a Don-kanyarban
- Második világháború, 1943-as év.
- 65 évvel ezelőtt volt a magyar hadtörténet legnagyobb veresége, Múlt-kor történelmi portál, 2008. január 11.
- Szabó Péter: A 2. magyar hadsereg krónikája: Csak füst és dübörgés az urivi határon, Magyar Nemzet, 1993. január 11. / MEEK-NIIF.
- Stomm Marcel vezérőrnagy „Búcsúparancsa”, 1943. február 1., a Szegedi Tudományegyetem Könyvtára.
- Komárom-Esztergom megyei honvédek a Donnál (1943), Webcache/Scribd.com.
- Az utolsó emberig és az utolsó töltényig Archiválva 2014. február 1-i dátummal a Wayback Machine-ben, Gondola.hu, 2008. január 12.
- Stomm Marcel nem bűnös (1. rész), MTI, 1989. május 30. (1990. április 5.)
- Stomm Marcel nem bűnös (2. rész), MTI, 1989. május 30. (1990. április 5.)
- A Stomm Marcel Katonai Múzeum és Napóleon Társaság határozata Stomm emléktábla létesítéséről Archiválva 2014. február 1-i dátummal a Wayback Machine-ben, 2002. április 9.